# CE маркировка
CE маркировката представлява знак за съответствие, който се поставя върху определени продукти, предназначени за европейския пазар след 1993 г. Чрез този знак се декларира, че съответният продукт отговаря на европейските изисквания за безопасност, опазване на здравето и на околната среда. Европейското законодателство задължава всеки производител (независимо дали е член на ЕС или не) да изпълни съпътстващите изисквания и да поставя такава маркировка върху тези негови стоки, които ще се продават в Европейската икономическа зона и които попадат в европейските директиви „Нов подход“. С поставянето на този знак производителят декларира, че продуктът му отговаря на изискванията и са изпълнени процедурите за оценка на съответствието, описани в съответната директива.
CE обикновено се приема за абревиатура на френския израз Conformité Européenne (букв. „европейско съответствие“), но в нормативните документи на ЕС не е посочено, че съкращението има подобно значение.

## Цели
CE маркировката е задължителна за стоки, предназначени за пазара на Европейската икономическа зона, но само за тези от тях, които са описани в една или повече от европейските директиви от Новия подход. Тези директиви имат за цел да „хармонизират“ изискванията за безопасност, т.е. да сближат законодателствата на страните-членки относно изискванията за безопасност. А това е част от по-общия план за улесняване на движението на стоки в рамките на Европейския съюз.

## Отговорности

### Производител
Производителят на продукти, попадащи в обхвата на директивите от Нов подход, се задължава да проектира и изработи тези продукти съобразно с изискванията, описани в директивите, и да проведе тестове за съответствие съобразно с процедурите, описани в директивите.
Производителят се задължава също да постави маркировката върху продуктите си, да състави техническа документация и да подпише декларация за съответствие. Някои директиви изискват продуктите (за които се отнасят тези директиви) да бъдат предоставени на трета страна (обикновено нотифициран орган) за тестване и сертифициране или собствената система за контрол на качество да бъде оценена от нотифициран орган.

### Вносител
В случай че производителят не е регистриран в ЕС и няма упълномощен представител в ЕС, вносителят на негови стоки в ЕС също има определени отговорности. Той трябва да се увери, че при поискване от органите за надзор на пазара, ще е способен да предостави необходимата за продукта информация – техническа документация и копие на декларацията за съответствие.

### Дистрибутор
Дистрибуторът трябва да е наясно с приложимите законови наредби и да се увери, че не предоставя на пазара стоки, несъобразени с изискванията.

## Продуктови групи изискващи маркировката
Следва списък на продуктовите категории, изискващи CE маркировка и препратки към текста на съответните директиви на български език:
- електрически съоръжения, предназначени за използване при някои ограничения на напрежението; Директива 2006/95/ЕО
- обикновени съдове под налягане; Директива 2009/105/ЕО
- детски играчки; Директива 2009/48/ЕО
- строителни продукти; Регламент на ЕС № 305/2011
- електромагнитно оборудване; Директива 2004/108/ЕО
- машини; Директива 2006/42/ЕО
- лични предпазни средства; Директива 89/686/ЕИО
- везни с неавтоматично действие; Директива 2009/23/ЕО
- активни имплантируеми медицински изделия; Директива 90/385/ЕИО
- газови уреди; Директива 90/396/ЕИО
- нови бойлери за топла вода с течно или газово гориво; Директива 92/42/ЕИО
- взривни вещества с гражданско предназначение; Директива 93/15/ЕИО
- медицински изделия; Директива 93/42/ЕИО
- оборудване и защитни системи, предназначени за използване в потенциално експлозивна атмосфера; Директива 94/9/ЕО
- плавателни съдове с развлекателна цел; Директива 94/25/ЕО
- асансьори; Директива 95/16/ЕО
- съоръжения под налягане; Директива 97/23/ЕО
- диагностични медицински изделия in vitro; Директива 98/79/ЕО
- радионавигационно оборудване и далекосъобщително крайно оборудване; Директива 1999/5/ЕО
- въжени линии за превоз на хора; Директива 2000/9/ЕО
- измервателни уреди; Директива 2004/22/EO

## Поставяне на маркировката
Маркировката трябва да има вида, показан отляво. Височината ѝ трябва да бъде поне 5 mm, да бъде видима, четлива и незаличима; поставена върху продукта или, когато това е невъзможно, върху неговата опаковка или документация. Ако съответната директива изисква участието на нотифициран орган, неговият идентификационен номер трябва да бъде поставен след маркировката.
Маркировката се поставя от производителя или от неговия упълномощен представител в Европейската общност.